# 八灘ジャンクション
八灘ジャンクション（パルタンジャンクション）は大韓民国京畿道華城市にある西海岸高速道路（15号線）と首都圏第二循環高速道路（400号線）を結ぶジャンクションである。

## 接続する路線

### ソウル・木浦方面
- 西海岸高速道路（29-1番）

### 華城・広州方面
- 首都圏第二循環高速道路（4番）

## 隣
西海岸高速道路
華城SA - (29-1) 八灘JCT - (30) 飛鳳IC
首都圏第二循環高速道路
(5) 華城IC - (4) 八灘JCT - (3) 南飛鳳八灘IC